# Нагієв Дмитро Русланович
Дмитро́ Русла́нович Нагі́єв (азерб. Dmitri Ruslan oğlu Nağıyev; нар. 27 листопада 1995, Біла Церква) — азербайджанський та український футболіст, правий захисник клубу «Минай».

## Клубна кар'єра
Дмитро Нагієв народився 27 листопада 1995 року. У ДЮФЛУ до 2008 року виступав у складі ДЮСШ-15 (Київ), у 2009—2011 роках захищав кольори щасливської «Княжи». Із 2012 року виступав у складі дніпропетровського «Дніпра». У складі команди дублерів та U-19 «Дніпра» зіграв 86 матчів та забив 3 м'ячі.
За основну команду дніпровців у Прем'єр-лізі дебютував 20 листопада 2016 року у виїзному матчі 13-го туру проти полтавської «Ворскли». «Дніпро» в цьому поєдинку здобув перемогу 2:1, а сам Дмитро вийшов на заміну на 89-ій хвилині матчу замість Валерія Лучкевича.
В липні 2017 року перейшов у клуб третього австрійського дивізіону «Карабах» (Відень).

## Кар'єра у збірній
Незважаючи на те, що Дмитро народився в Україні, він отримав запрошення виступати за молодіжну збірну історичної батьківщини своєї матері, Азербайджану. 2015 року відіграв 2 поєдинки у складі збірної Азербайджану (U-21).